# Borzna
Borzna (en ukrainien et en russe : Борзна) est une ville de l'oblast de Tchernihiv, en Ukraine. Sa population s'élevait à 10 396 habitants en 2014.

## Géographie
Borzna est arrosée par la rivière Borzna, un affluent de la Desna, et se trouve à 83 km — 104 km par la route — au sud-est de Tchernihiv.

## Histoire
La localité est connue depuis le XVe siècle, d'abord comme Selichtche, une communauté agricole. Borzna proprement-dit fut fondé en 1633 et reçut le droit de Magdebourg. En 1654, elle devint une ville de garnison en accueillant le régiment Nijine.  Ivan Korsak, le Sotnik (Officier commandant une centurie de Cosaques ou Sotnia) de la ville de Borzna y fut anobli le 1er octobre 1684. Borzna devint le centre d'un raïon du gouvernement de Tchernigov en 1782. Elle reçut le nom de la rivière qui l'arrose. Située sur la route qui relie Moscou à Kiev, Borna est restée relativement éloignée du chemin de fer (14 km), et ne connut pas de réel développement industriel, hormis la fabrication de briques et de produits alimentaires ou le travail du bois.
La ville avait une communauté juive qui subit de violents pogroms en août 1880 et en septembre 1919. En 1926, les Juifs représentaient 6,4 pour cent de la population de Borzna, chiffre qui tomba à 3,1 pour cent en 1939 (326 personnes contre 698 en 1926). Pendant la Seconde Guerre mondiale, la ville fut occupée par l'armée allemande du 11 septembre 1941 au 8 septembre 1943. Le 18 janvier 1942, 126 Juifs de Borzna furent assassinés dans le village voisin de Chapovalivka. D'autres (179) furent déportés en Allemagne.

## Population
Recensements (*) ou estimations de la population :
| 1897*  | 1923*  | 1926*  | 1939*  | 1959*  | 1970*  |
| ------ | ------ | ------ | ------ | ------ | ------ |
| 12 526 | 10 738 | 10 896 | 10 500 | 10 131 | 10 188 |

| 1979*  | 1989*  | 2001*  | 2012   | 2013   | 2014   |
| ------ | ------ | ------ | ------ | ------ | ------ |
| 11 532 | 12 506 | 11 707 | 10 591 | 10 535 | 10 396 |

## En images

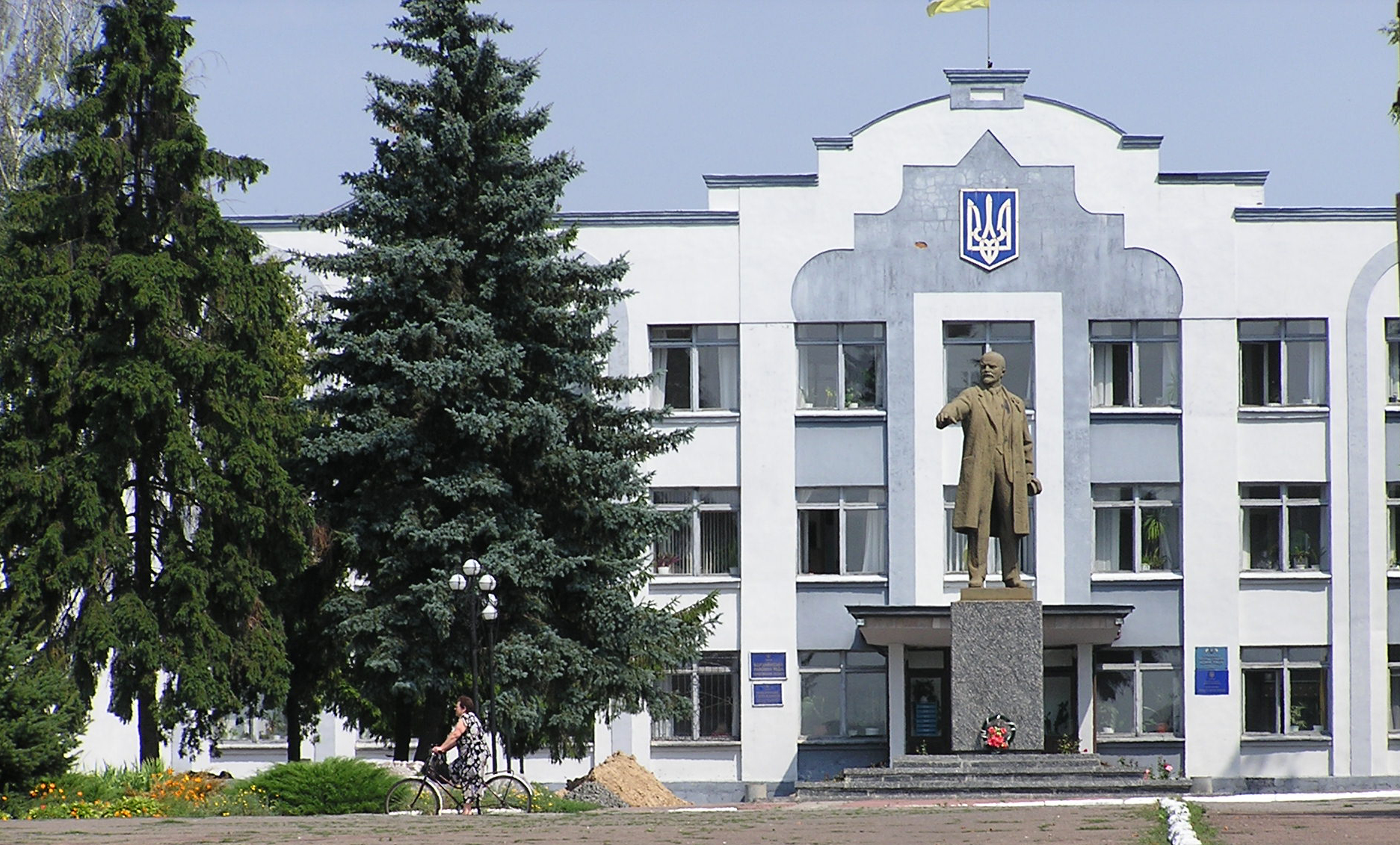
Bâtiment municipal,
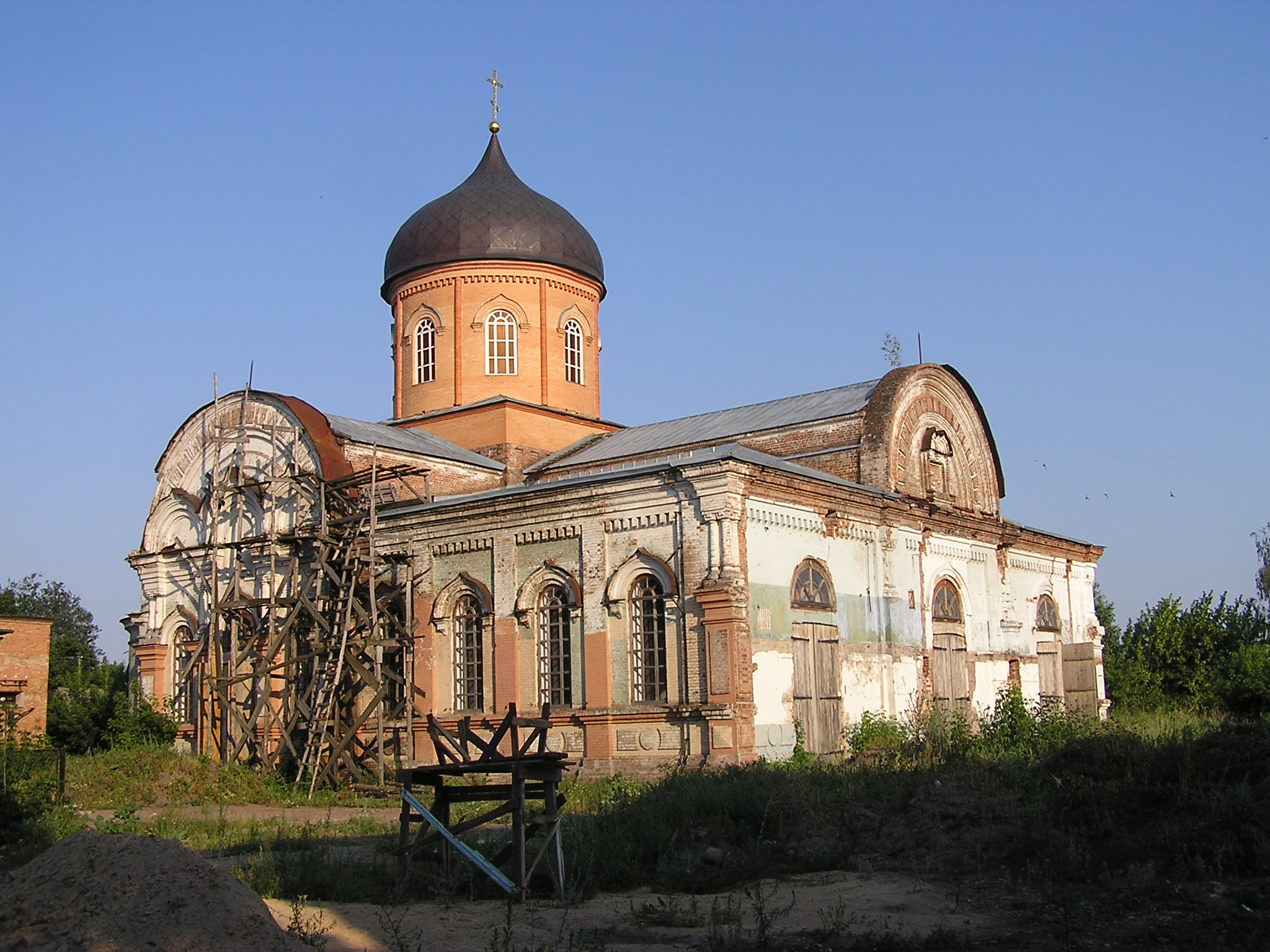
église de la Nativité,
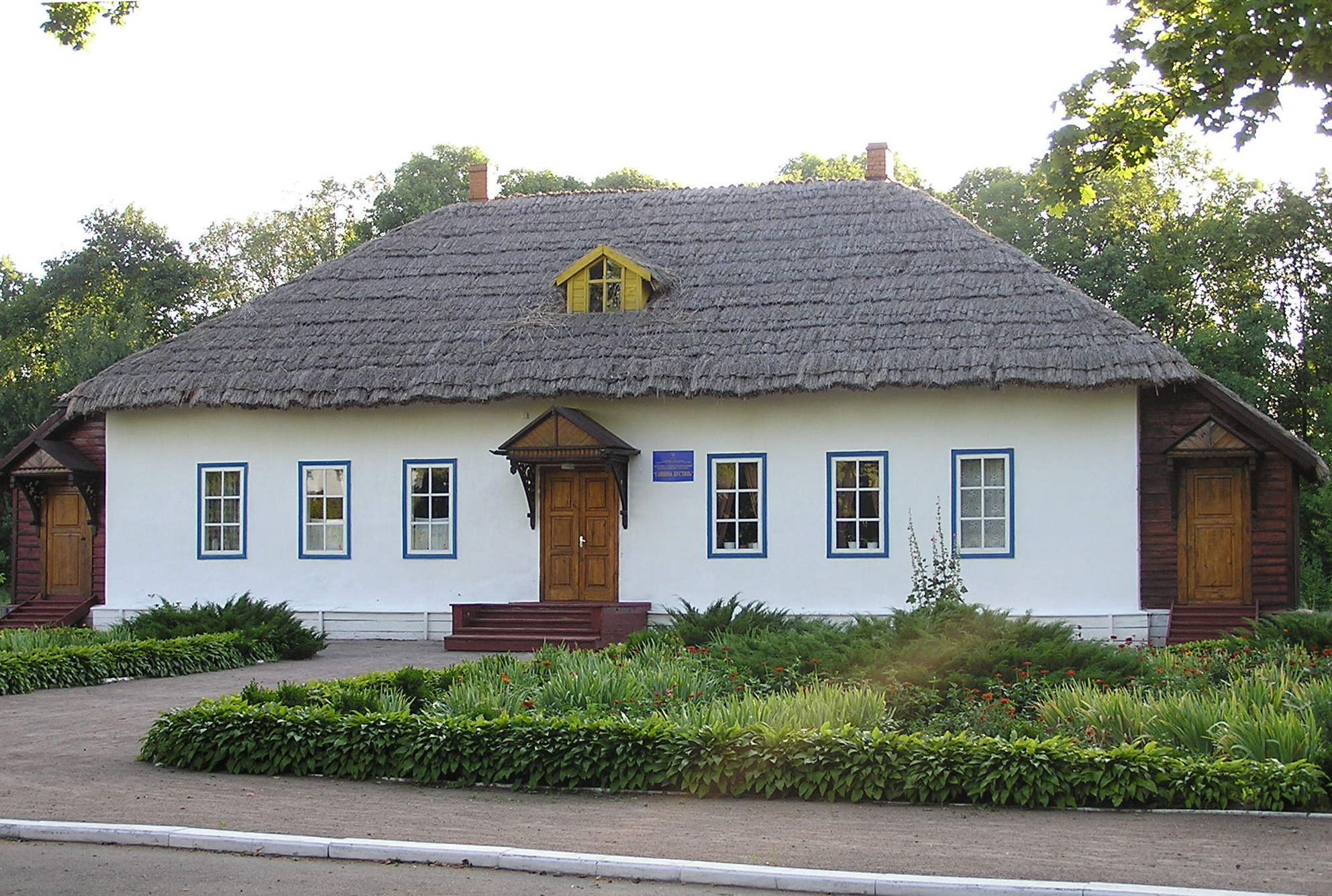
centre d'histoire,
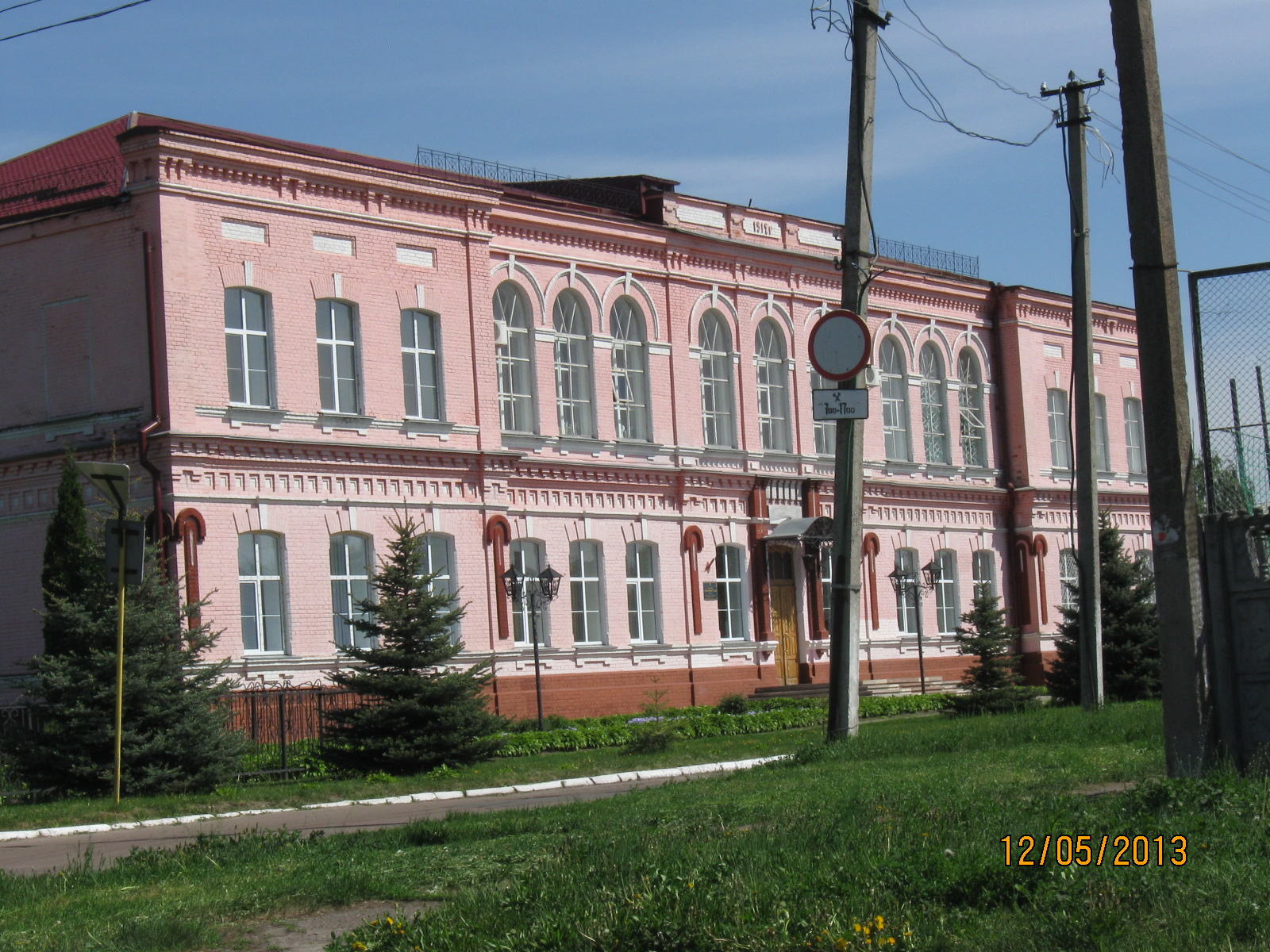
gymnasium.